# Suzuki VS 800 Intruder
Suzuki VS 800 Intruder, pro americký trh označovaný jako Suzuki Boulevard S50, je motocykl kategorie chopper, vyvinutý firmou Suzuki, vyráběný v letech 1992–2000. Jeho předchůdcem byl typ Suzuki VS 750 Intruder. Technické parametry se v průběhu výroby mírně měnily.

## Technické parametry
- Rám: dvojitý kolébkový ocelový
- Suchá hmotnost: 201 kg
- Pohotovostní hmotnost: 215 kg
- Maximální rychlost: 154 km/h
- Spotřeba paliva: 5,1 l/100 km